# Ananteris mariaelenae
Espèce
Ananteris mariaelenae est une espèce de scorpions de la famille des Ananteridae.

## Distribution
Cette espèce est endémique de la province de Manabí en Équateur. Elle se rencontre vers Chone.

## Description
Le tronc de la femelle holotype mesure 2,2 mm.

## Systématique et taxinomie
Cette espèce a été décrite par Lourenço en 1999.

## Étymologie
Cette espèce est nommée en l'honneur de Maria Elena de Lima Perez Garcia.

## Publication originale
- Lourenço, 1999 : « Some remarks about Ananteris festae Borelli, 1899 and description of a new species of Ananteris Thorell from Ecuador (Scorpiones, Buthidae). » Entomologische Mitteilungen aus dem Zoologischen Museum Hamburg, vol. 13, no 160, p. 95-100 (texte intégral).